# Anomala semilivida
Anomala semilivida är en skalbaggsart som beskrevs av Leconte 1878. Anomala semilivida ingår i släktet Anomala och familjen Rutelidae. Inga underarter finns listade i Catalogue of Life.